# Indian Brook 14
Indian Brook 14 är ett reservat i Kanada.   Det ligger i provinsen Nova Scotia, i den östra delen av landet, 1 000 km öster om huvudstaden Ottawa.
I omgivningarna runt Indian Brook 14 växer i huvudsak blandskog. Runt Indian Brook 14 är det glesbefolkat, med 12 invånare per kvadratkilometer.